# Eponymer Heros
Eponymer Heros, Eponym oder Eponymos (altgriechisch Ἐπώνυμος ‚Namengeber‘; Pl.: Eponymoi) bezeichnet in der Altertumswissenschaft eine mythische oder geschichtliche Gestalt, von deren Namen der Name einer sozialen Gruppe, eines Stammes, eines Volkes, einer Stadt, einer Insel oder eines Gebirges hergeleitet wurde. Eponyme von Städten oder Stämmen waren oft Helden (Heroen) oder Stammväter oder Stammmütter, denen als mythische Gründer meist ein eigener religiöser Kult gewidmet war.
Beispielsweise nennt der griechische Dichter Hesiod um 700 v. Chr. in seinem Katalog der Frauen den Hellen als Eponymos der Hellenen, den Makedon als Stammvater der Makedonen und den Graikos als Eponymos der Graikoi, des nordwestgriechischen Stammes, von dessen Name sich das lateinische Graeci und unsere Bezeichnung der Griechen herleitet.

## Eponymoi in Athen
Nach den Reformen des Kleisthenes am Ende des 6. Jahrhunderts vor Chr. wurden zehn neue Phylen (Untergliederungen Athens) geschaffen. Diese wurden nach zuvor schon bekannten Heroen benannt. Um die eponymen Heroen herum entwickelte sich ein sehr starker Kult, der dadurch weit mehr als nur den bloßen Namen der Phylen darstellte. Da die Phylen eine neue Gemeinschaft waren, nahmen die Athener den neuen gemeinsamen Kult gerne an. Dadurch wurden nicht nur die Phylenmitglieder einer Phyle geeint, sondern auch alle Athener untereinander. Kron schreibt den Eponymoi sogar zu, dass die Einigung Attikas durch sie unterstützt wurde.